# Josep Maria Serraclara i Costa
Josep Maria Serraclara i Costa (Barcelona, 1862 - 1938) fou un advocat i polític català, germà de Gonçal Serraclara i Costa.

## Trajectòria
La seva família eren comerciants dels Porxos d'en Xifré i de filiació republicana. Es llicencià en dret i fou secretari del Col·legi d'Advocats de Barcelona de 1875 a 1879. Fou membre de la maçoneria i de l'Ateneu Barcelonès.
Seguidor de Nicolás Salmerón, inicialment milità al Partit Republicà Democràtic Federal, després seguiria Salmerón al Partit Republicà Centralista (1887) i després a la Unió Republicana, pel que fou elegit diputat de la Diputació de Barcelona pel districte Afores-Granollers en 1892. El 1897 es va incorporar a la Fusió Republicana i assolí cert renom com a advocat per defensar Ramon Sempau i Barril, qui havia intentat assassinar el botxí de Montjuïc.
El 1901 va formar part de la candidatura municipal de Coalició Republicana mercè la qual fou escollit regidor de l'ajuntament de Barcelona. Tot i que el 1903 fou un dels signataris del "manifest d'Unió Republicana", el 1905 es va unir al Partit Republicà Radical d'Alejandro Lerroux. Amb aquest partit formà part de la candidatura que s'enfrontà a la Solidaritat Catalana a les eleccions generals espanyoles de 1907, però fou derrotat. Més sort va tenir a les eleccions municipals de 1909, en els que fou escollit tinent d'alcalde i cap de la majoria radical a l'ajuntament de Barcelona.
El 1931 va formar part de la Diputació Provisional de la Generalitat i participà en la redacció de l'Estatut de Núria.
Estava casat amb Catalina Berta i Cusí, germana per part de mare de Rafael Dalí i Cusí i Salvador Dalí i Cusí, oncle i pare de Salvador Dalí i Domènech.